# Truppenübungsplatz Groß Born

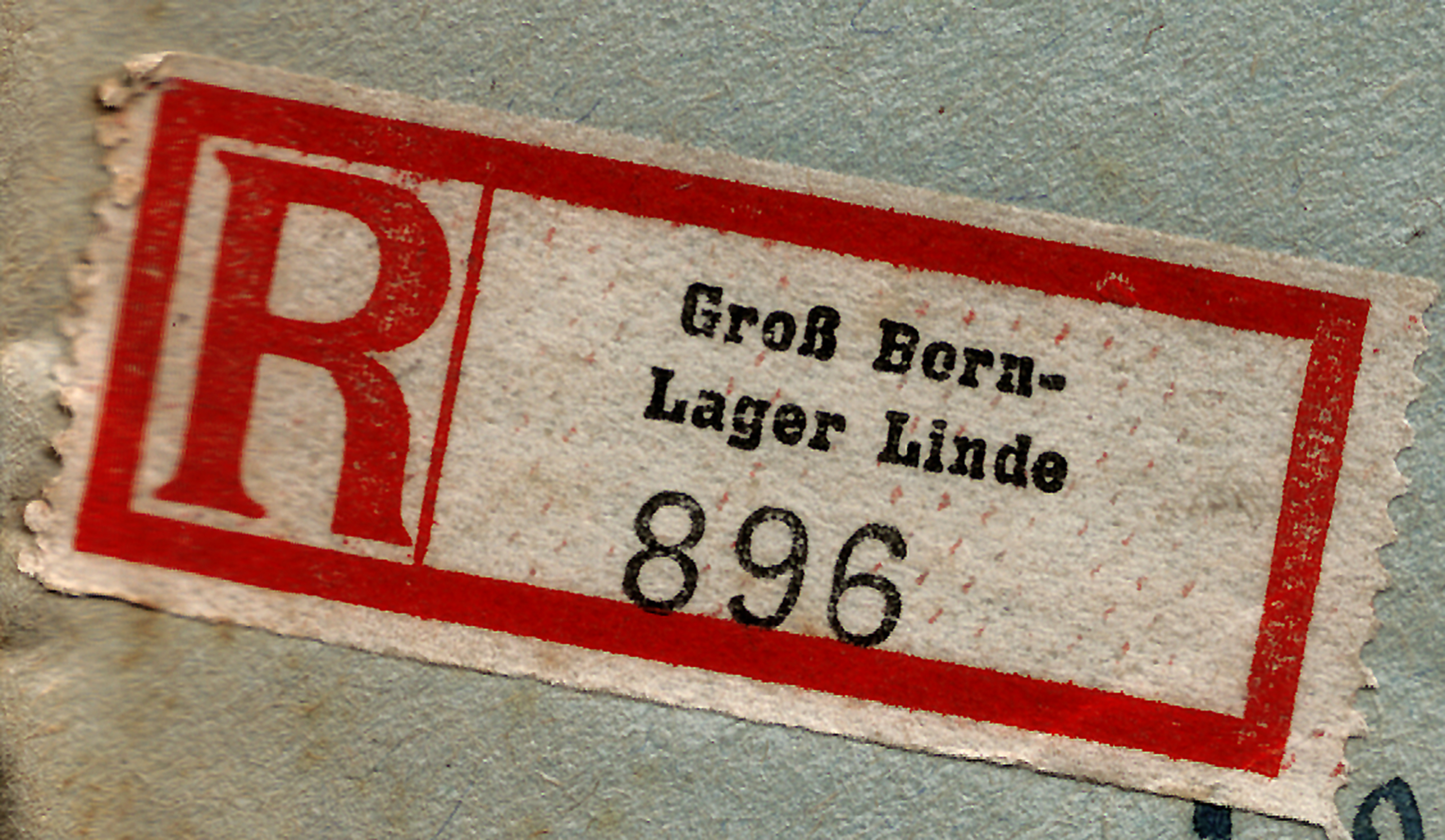
Feldpost Einschreibezettel 896 – Groß Born – Lager Linde

Der Truppenübungsplatz Groß Born liegt südwestlich von Neustettin bei Groß Born (heute polnisch: Borne Sulinowo) am Pielburger See in Hinterpommern. Der Truppenübungsplatz Groß Born gehörte zu den größten und modernsten Truppenübungsplätzen im Deutschen Reich.

## Geschichte
Der Truppenübungsplatz wurde im Jahr 1919 durch die Reichswehr für die Schulung ihrer Artilleriesoldaten errichtet. Für die Errichtung des Truppenübungsplatzes wurden die Orte Groß Born (das alte Groß Born lag südlich des heutigen Groß Born), Knacksee und Plietnitz geräumt. Der heutige Ort Groß Born befindet sich an der Stelle der damals neuerrichteten Militärsiedlung Groß Born. Am Standort befanden sich zwei große Kasernen, das Kasernengelände Groß Born und das Kasernengelände Westfalenhof (heute Kłomino). In Groß Born wurde das Deutsche Afrikakorps aufgestellt. Auf dem Gelände befand sich von 1939 bis 1945 das Offizierslager II D.

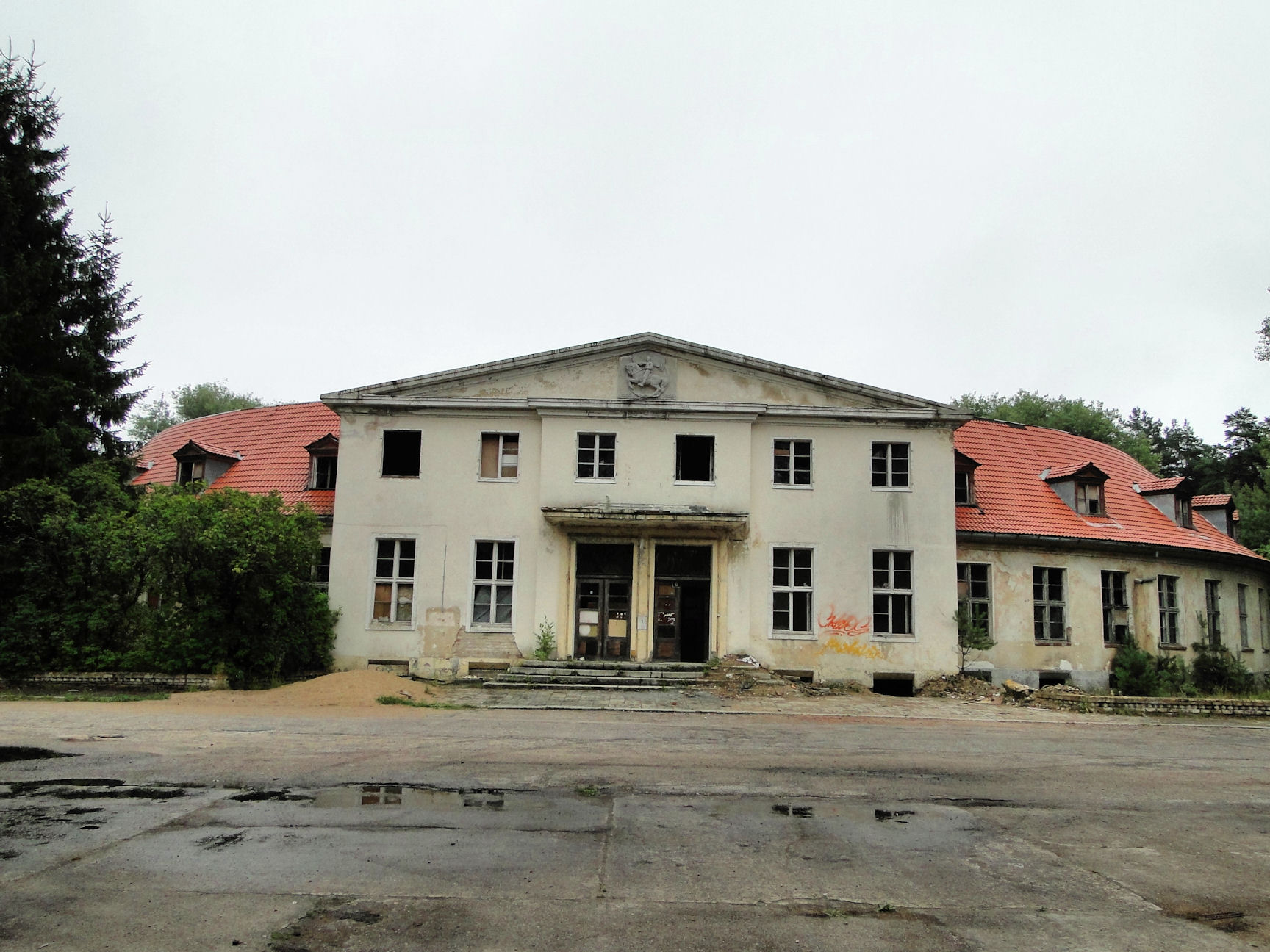
Der Eingang des ehemaligen Offizierskasinos

In der Schlacht um Ostpommern eroberte die Rote Armee den Truppenübungsplatz. Ab 1945 war der in Borne Sulinowo umbenannte Truppenübungsplatz Sitz des Stabes folgender Einheiten der Roten Armee: ab 1945 der 38. Garde-Panzerdivision, ab 1965 der 90. Garde-Panzerdivision, ab 1985 der 6. motorisierten Garde-Schützendivision. Nach dem Abzug der Streitkräfte Russlands (der ehemaligen Sowjetarmee) wurde das Gelände 1993 an die Dritte Polnische Republik übergeben.

## Aufgestellte Verbände
Der Truppenübungsplatz wurde mehrfach für die Aufstellung neuer Verbände genutzt. In der Folge eine nicht abschließende Aufzählung:
- 59. Infanterie-Division
- 1.12.1939 – 162. Infanterie-Division

## Landschaft
Mit einer Fläche von 900 ha ist das Gebiet heute einer der größten zusammenhängenden Heide-Landschaften Europas. Weil sowohl die Wehrmacht als auch die Rote Armee scharfe Munition abfeuerten und dadurch enorme Brände verursachten, wächst dort großflächig das Heidekrautgewächs.